# Ochropsora nambuana
Ochropsora nambuana är en svampart som först beskrevs av Henn., och fick sitt nu gällande namn av Dietel 1908. Ochropsora nambuana ingår i släktet Ochropsora och familjen Uropyxidaceae.   Inga underarter finns listade i Catalogue of Life.